# Херсонская улица (Москва)
Херсо́нская у́лица — улица на юго-западе Москвы, проходит по территории районов Зюзино и Черемушки. Проходит от Болотниковской до Керченской улицы.

## Происхождение названия и история
Первоначально называлась 2-й Зюзинский проезд (дома западнее Севастопольского проспекта нумеровались не по улице, а как корпуса 40-го квартала Новых Черёмушек). Был переименован в 1965 году. На улице находится 76 домов.
Улица названа по городу Херсон, областного центра Херсонской области Украины, в связи с расположением на юге Москвы среди улиц, носящих названия по географическим объектам Украины.
В 1965 году многие улицы в районе Зюзино получили названия по городам Украины. В ноябре 2020 года улица была продлена за счёт Проектируемого проезда № 3843 до Болотниковской улицы.

## Описание
Улица начинается от Болотниковской улицы, проходит на юго-восток, слева к ней примыкает Перекопская улица, затем пересекает улицу Каховка, поворачивает на юго-запад, пересекает Севастопольский проспект и заканчивается на Керченской улице. Нумерация домов от Керченской улицы.

## Транспорт
Улица делится на две части Севастопольским проспектом. К западу от него по ней проходит автобус 246, к востоку — 224, 273.